# Alex Garcia (piłkarz)
Alex Garcia (ur. 9 kwietnia 1979) – brazylijski piłkarz występujący na pozycji obrońcy.

## Kariera piłkarska
Od 2000 roku występował w Mirassol, EC Juventude, Académica Coimbra, Omiya Ardija, Leça FC, Estrela Amadora, Ovarense, Maia, União Madeira, Operário, Gondomar SC, FC Penafiel, Nogueirense i Pampilhosa.